# جرج کاندو

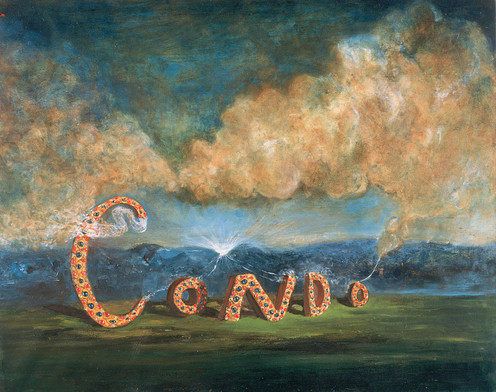
ابرساز (۱۹۸۴)

لامپ مشکی (۱۹۸۷)

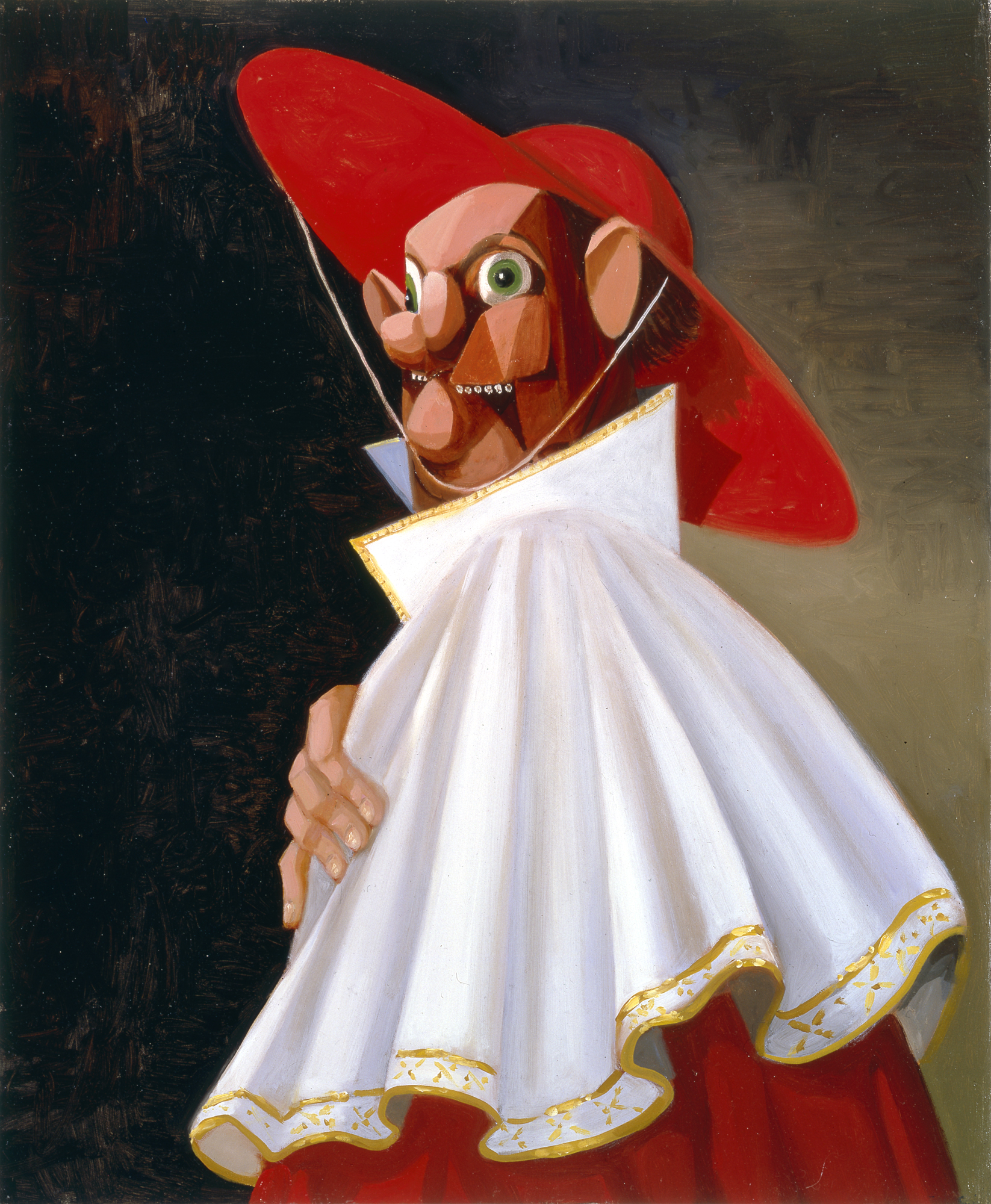
کاردینال ترک‌خورده (۲۰۰۱)

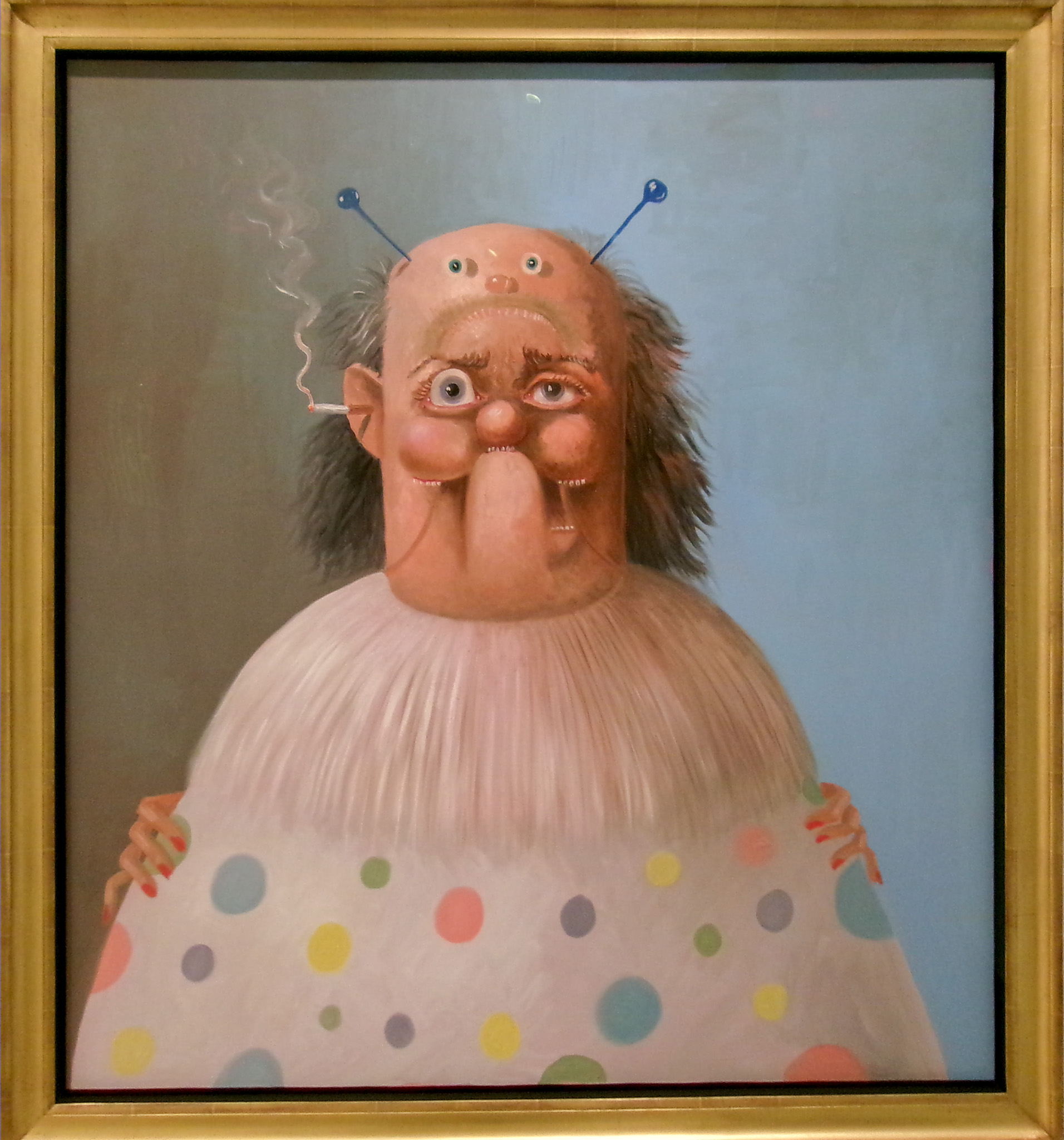
دلقک، مموریال آرت گالری، راچستر

جرج کاندو (انگلیسی: George Condo؛ زادهٔ ۱۹۵۷) هنرمند تجسمی آمریکایی است که در حوزه‌های نقاشی، طراحی، مجسمه‌سازی و چاپ دستی فعالیت می‌کند. او در نیویورک زندگی می‌کند و همچنان به فعالیت هنری مشغول است.

## سال‌های آغازین
کاندو در شهر کنکورد ایالت نیوهمپشایر به دنیا آمد. او در دانشگاه ماساچوست در لوول به تحصیل در رشته‌های مطالعات تاریخ هنر و تئوری موسیقی پرداخت. در طول دوران نوجوانی و جوانی، به‌طور جدی به یادگیری گیتار و آهنگسازی پرداخت، در حالی که هم‌زمان علاقه دیرینه‌اش به نقاشی و طراحی را نیز دنبال می‌کرد.
پس از دو سال تحصیل در دانشگاه ماساچوست در لوول، به بوستون نقل مکان کرد. در آنجا در یک کارگاه چاپ سیلک مشغول به کار شد و به گروه موسیقی پروتو-سینث/پانک «گِرلز» به‌عنوان نوازنده گیتار بیس پیوست. اعضای این گروه شامل نقاش انتزاعی مارک داگلی، موسیقی‌دان آوانگارد داوید هیلد، و رابین ایموس (یکی از بنیان‌گذاران گروه کول دو ساک) بودند. تنها تک‌آهنگ آن‌ها با عنوان «جفری، صدایت را می‌شنوم / مرد فیلی» در سال ۱۹۷۹ و به تهیه‌کنندگی دیوید توماس از گروه «پِر اوبو» منتشر شد.
کاندو در همان سال (۱۹۷۹) با ژان میشل باسکیا آشنا شد؛ زمانی که گروه باسکیا به نام «گِرِی» در باشگاه تی‌یر ۳ در منطقه داون‌تاون نیویورک به‌عنوان گروه افتتاحیه برای «گِرلز» اجرا داشت. این دیدار موجب شد که کاندو به خیابان لودلو در نیویورک نقل مکان کند تا فعالیت هنری خود را به‌طور جدی دنبال کند.
او در سال ۱۹۸۰ یکی از بنیان‌گذاران گروه موسیقی پانک/بلوز با نام «های شریفز آو بلو» شد.

## آثار و فعالیت حرفه‌ای
زمانی که جورج کاندو در اوایل دهه ۱۹۸۰ در صحنه هنری ایست ویلیج نیویورک ظهور کرد، اصطلاح «رئالیسم مصنوعی» (Artificial Realism) را ابداع کرد. او این سبک را «بازنمایی واقع‌گرایانه از آنچه مصنوعی است» تعریف کرد؛ مفهومی که ترکیبی از نقاشی سنتی استادان قدیم نقاشی اروپایی با حساسیتی برگرفته از فرهنگ پاپ آمریکایی را توصیف می‌کرد. در کنار ژان میشل باسکیا و کیت هرینگ، کاندو نقش کلیدی در احیای بین‌المللی نقاشی از دهه ۱۹۸۰ به بعد ایفا کرد. آثار او بر بسیاری از هنرمندان هم‌دوره و نسل‌های بعد از او، از جمله نایجل کوک، شون لندرز، جان کرین، لیزا یوسکاویچ و گلن براون تأثیرگذار بوده است.
نخستین نمایشگاه‌های عمومی آثارش بین سال‌های ۱۹۸۱ تا ۱۹۸۳ در گالری‌های مختلف محله ایست ویلیج نیویورک برگزار شد. در همین دوره، او در کارخانه اندی وارهول مشغول به کار شد و بیشتر در کارگاه چاپ سیلک‌اسکرین فعالیت داشت؛ جایی که در تولید مجموعه افسانه‌ها وارهول، به کار با گرد الماس پرداخت. او مدتی کوتاه به لس آنجلس نقل مکان کرد و در سال ۱۹۸۳ نخستین نمایشگاه انفرادی‌اش در آنجا را در گالری اولریکه کانتور برگزار کرد. در لس آنجلس، به‌همراه ژان میشل باسکیا به باشگاه «ویسکی اِی گو گو» رفت‌وآمد داشت. کاندو در همان سال به نیویورک بازگشت و نخستین سفر خود به اروپا را آغاز کرد. او به کلن در آلمان رفت و با گروه هنری مولهایمر فرای‌هایت و هنرمندانی چون والتر دان و ییژی گئورگ دوکوپیل آشنا شد و همکاری کرد. نخستین نمایشگاه انفرادی‌اش در اروپا در سال ۱۹۸۴ در گالری مونیکا اشپروت برگزار شد.
در زمان اقامت در اروپا، جورج کاندو با دلال هنری آمریکایی باربارا گلادستون آشنا شد و همکاری‌اش را با او آغاز کرد. در سال ۱۹۸۴، او نمایشگاهی هم‌زمان در دو گالری نیویورک، یکی متعلق به پَت هِرن و دیگری متعلق به باربارا گلادستون برگزار کرد. در این زمان، دوستی‌اش با باسکیا نزدیک‌تر شده بود و پس از بازگشت به نیویورک، با کیت هرینگ نیز آشنا شد. این آشنایی منجر به دوستی‌ای عمیق و پایدار شد که تا زمان درگذشت هرینگ در سال ۱۹۹۰ بر اثر بیماری ایدز ادامه داشت. برخی از مهم‌ترین آثار کاندو از این دوره، از جمله دَنسینگ تو مایلز (محصول ۱۹۸۵)، در استودیوی هرینگ در ایست ویلیج خلق شدند. این اثر در دوسالانه ویتنی ۱۹۸۷ به نمایش درآمد و اکنون در مجموعه بنیاد برود در لس آنجلس نگهداری می‌شود.
بین سال‌های ۱۹۸۵ تا ۱۹۹۵، کاندو عمدتاً بین پاریس و نیویورک در هتل‌ها و استودیوهای اجاره‌ای زندگی و کار می‌کرد، در حالی که نمایشگاه‌های گسترده‌ای در آمریکا و اروپا برگزار می‌نمود. در نیویورک، او و جوزف گلاسکو استودیوهایی در خیابان باند داشتند و با یکدیگر دوستی نزدیکی پیدا کردند. کاندو، گلاسکو و جولیان اشنابل در آن زمان در حال آماده‌سازی نمایشگاه‌هایی برای گالری لزلی وادینگتون در لندن بودند. پس از مهاجرت کاندو به پاریس، گلاسکو در یکی از تابستان‌های اواخر دهه ۱۹۸۰، مدتی را در آپارتمان کاندو در منطقه ایل دو لا سیته اقامت کرد. در پاریس، کیت هرینگ او را با نویسنده و هنرمند آمریکایی بریون گایسین آشنا کرد؛ گایسین نیز به نوبه خود، کاندو را به ویلیام اس. باروز معرفی نمود. کاندو و باروز بین سال‌های ۱۹۸۸ تا ۱۹۹۶ در زمینه نقاشی و مجسمه‌سازی با یکدیگر همکاری کردند. گزیده‌ای از آثار مشترک آن‌ها در سال ۱۹۹۷ در گالری پت هِرن در نیویورک به نمایش گذاشته شد. این دو همچنین روی مجموعه‌ای از نوشته‌ها و چاپ‌های فلزی با عنوان شبح شانس همکاری داشتند که در سال ۱۹۹۱ توسط موزه ویتنی هنر آمریکایی منتشر شد.
در دوران اقامت در پاریس، جورج کاندو با فیلسوف و نشانه‌شناس برجسته فرانسوی فلیکس گتاری — که بیشتر به دلیل همکاری‌هایش با ژیل دلوز شناخته می‌شود — آشنا شد و رابطه‌ای دوستانه با او برقرار کرد. این آشنایی زمانی شکل گرفت که کاندو در یکی از آپارتمان‌هایی کار می‌کرد که گاتاری نیز در همان ساختمان ساکن بود.
گاتاری به‌طور مفصل دربارهٔ آثار کاندو نوشته است، از جمله متن مقدمه و مصاحبه‌ای در کاتالوگ نمایشگاه انفرادی کاندو در سال ۱۹۹۰ در نگارخانهٔ دانیل تمپلون. او در توصیف نقاشی‌های کاندو نوشت:
«در آثار کاندو نوعی «اثر کاندو» خاص وجود دارد که تو را از تمام نقاشانی که به‌نظر می‌رسد بازتفسیرشان می‌کنی جدا می‌سازد. تو همه‌چیز را فدای این اثر می‌کنی، به‌ویژه ساختار تصویری را که به‌طور نظام‌مند ویران می‌کنی و به این ترتیب، نرده محافظ، چارچوب مرجعی را از بین می‌بری که شاید بتواند تماشاگر را آسوده‌خاطر کند، اما در عوض، او را از دستیابی به مجموعه‌ای باثبات از معانی محروم می‌سازی.» (فلیکس گاتاری، ۱۹۹۰)
در طول دوران فعالیت هنری‌اش، آثار کاندو الهام‌بخش نویسندگان معاصر بسیاری بوده‌اند، از جمله ویلیام اس. باروز، فلیکس گاتاری، دموستن دَوِتاس، دونالد کاسپیت، ویلفرید دیکهوف و سلمان رشدی. رمان خشم اثر سلمان رشدی که در سال ۲۰۰۱ منتشر شد، فصلی دارد که مستقیماً از نقاشی روغنی کاندو با عنوان عروسک‌گردان روانکاوی که عقلش را از دست می‌دهد (۱۹۹۴) الهام گرفته است.
نویسنده داستان کوتاه آمریکایی، دیوید مینز نیز از نقاشی پیشخدمت از پاافتاده (۲۰۱۰) کاندو الهام گرفت تا داستانی به نام مرثیه پیشخدمت بنویسد که در کاتالوگ نمایشگاه «وضعیت‌های ذهنی» گنجانده شد؛ این نمایشگاه مرور میانه‌دوره‌ای از آثار نقاشی و مجسمه‌سازی کاندو بود که در سال ۲۰۱۱ توسط گالری هیوارد لندن و موزه جدید نیویورک برگزار شد. آلن گینزبرگ، شاعر برجسته آمریکایی، دوست نزدیک کاندو و از مهمانان همیشگی استودیوی او در پاریس بود. او بارها از کاندو عکس گرفت و از او خواست پرتره‌اش را برای جلد کتاب منتخب اشعار: ۱۹۴۷–۱۹۹۵ (منتشر شده توسط انتشارات هارپرکالینز در سال ۱۹۹۶) نقاشی کند.
نقاشی‌های کاندو همچون اُرجی (۲۰۰۴)، سوپرمن (۲۰۰۵)، بتمن و خرگوش (۲۰۰۵)، مایا برهنه (۲۰۰۵)، رؤیاها و کابوس‌های ملکه (۲۰۰۶) و خدا (۲۰۰۷)، شخصیت‌های کهن‌الگویی انسانی را در جهانی با سبکی طنزآمیز و گروتسک به تصویر می‌کشند؛ سبکی که کاندو خود آن را کوبیسم روان‌شناختی می‌نامد.

## سفارش‌ها
علاوه بر سفارش‌هایی برای طراحی جلد کتاب، مانند دفتر طراحی‌های جک کرواک (انتشارات انتشارات پنگوئن، ۲۰۰۶)، که مقدمهٔ آن را نیز خود نوشت، کاندو همچنین برای تعداد زیادی از موسیقی‌دانان جلد آلبوم طراحی یا خلق کرده است. از جمله شاخص‌ترین آن‌ها، همکاری او در سال ۲۰۱۰ با رَپر کانیه وست بود که مجموعه‌ای از نقاشی‌ها را برای آلبوم فانتزی پیچیده تیره زیبای من و تک‌آهنگ‌های مختلف این هنرمند خلق کرد. کانیه وست از یکی از نقاشی‌های کاندو به‌عنوان تصویر پروفایل توییتر خود استفاده می‌کرد، و کاندو یک کیف برکین ارمس را برای او نقاشی کرد که وست آن را به کیم کارداشیان هدیه داد. کاندو همچنین چهار نسخه جایگزین برای جلد آلبوم تولید کرد که اگرچه روی نسخه اصلی آلبوم قرار نگرفتند، اما همراه برخی نسخه‌های گرامافونی آلبوم و به‌صورت پوسترهای جداگانه عرضه شدند. تمامی این نسخه‌ها بازتاب‌دهندهٔ مضامین موجود در آلبوم وست هستند و همگی برای جلد آلبوم در نظر گرفته شده بودند. طراحی نهایی، که کاریکاتوری شیطانی از هنرمند را با یک ققنوس مؤنث روی زانو و بطری‌ای در دست نشان می‌داد، حتی توسط آی‌تیونز سانسور شد و اکنون جلد آلبوم نسخه‌ای تار شده از نقاشی کاندو است. کاندو متعاقباً در مصاحبه‌ای از کانیه وست فاصله گرفت. در همان سال، کاندو یک تی‌شرت با همکاری آدام کیمل برای فروشگاه بارنیز نیویورک عرضه کرد. آثار کاندو همچنین روی جلد آلبوم‌های داستان شبح از گروه فیش (ناشر: اِلکترا، سال ۱۹۹۸)، سرنادا شیزوفرنا اثر دنی الفمن (۲۰۰۶)، و شومانِ فرانک دبوسی با اجرای دورا شوارتسبرگ و مارتا آرخریچ (آونتی‌کلاسیک، سال ۲۰۰۶) نیز دیده می‌شوند. در جدیدترین نمونه، کاندو پرتره‌ای انتزاعی از آنتونی راث کاستانزو، خواننده اپرای کانترتنور، برای جلد نخستین آلبوم او با عنوان آرک نقاشی کرد. این آلبوم در سال ۲۰۱۸ توسط دِکاگلد منتشر شد و شامل اجراهایی از آثار فیلیپ گلس و گئورگ فریدریش هندل است. در سال ۲۰۲۰، کاندو با رپر تراویس اسکات همکاری کرد و طراحی جلد تک‌آهنگ «فرنچایز» را انجام داد.

## نمایشگاه‌ها
در سال ۲۰۰۵، موزه هنر مدرن سالزبورگ و کونست‌هاله بیلفلد نمایشگاهی با عنوان «جورج کاندو: صد زن» را با همکاری یکدیگر برگزار کردند. سرپرستی این نمایشگاه را دکتر توماس کلاین بر عهده داشت. این نمایشگاه همراه با مونوگرافی‌ای منتشر شد که شامل مقاله‌هایی از مارگریت برهم، استیسی اشمیت و کلاین بود. در سال ۲۰۰۹، موزه مایول در پاریس نمایشگاه «جورج کاندو: تمدن گمشده» را برگزار کرد که دربرگیرندهٔ نقاشی‌ها، طراحی‌ها و مجسمه‌هایی بود که بین سال‌های ۲۰۰۳ تا ۲۰۰۸ خلق شده بودند. مونوگرافی منتشرشده توسط انتشارات گالیمار به همراه این نمایشگاه شامل نوشته‌هایی تازه دربارهٔ آثار کاندو از دیدیه اوتینگر، برتران لورکن و ماسیمیلیانو جیونی بود و همچنین متن اصلی فلیکس گاتاری از سال ۱۹۹۰ نیز در آن بازنشر شده بود.
در سال ۲۰۱۱، موزه جدید نیویورک نمایشگاه مرور میانه‌دوره‌ای آثار کاندو را با عنوان «وضعیت‌های ذهنی» برگزار کرد. این نمایشگاه نقطهٔ عطفی در کارنامهٔ کاندو بود و مورد تحسین گسترده منتقدان قرار گرفت. هالند کاتر از نیویورک تایمز آن را «شگفت‌انگیز» توصیف کرد. این نمایشگاه سپس به موزه موزه بویمانس فان بنینگن در روتردام، گالری هیوارد و شیرن کونست‌هاله در فرانکفورت سفر کرد.
در سال ۲۰۱۳، بنر بزرگ سیاه‌وسفید کاندو با تصویر یک دلقک دربار روی نمای خانه اپرای متروپولیتن نصب شد و برای اجرای جدید اپرای ریگولتو از جوزپه وردی تبلیغ می‌کرد. در سال ۲۰۱۶، موزه برگروئن در برلین نمایشگاهی با عنوان «جورج کاندو: رویارویی» برگزار کرد.
در سال ۲۰۱۷، مجموعه فیلیپس در واشینگتن دی.سی. نمایشگاه «جورج کاندو: آن‌گونه که می‌اندیشم، ۱۹۶۲–۲۰۱۷» را برگزار کرد؛ این نمایشگاه مرور جامعی بر طراحی‌ها و «نقاشی-طراحی» های کاندو بود و در پاییز همان سال به موزه هنر مدرن لوئیزیانا در هوملبک دانمارک منتقل شد.

## مجموعه‌های هنری
آثار کاندو در مجموعه‌های دائمی چندین موزه در نیویورک نگهداری می‌شوند، از جمله موزه هنر مدرن، موزه ویتنی هنر آمریکایی، موزه هنر متروپولیتن، گالری هنری آلبرایت–ناکس، گالری هنر کورکوران در واشینگتن دی.سی.، و بنیاد برود در لس‌آنجلس، به همراه دیگر موزه‌ها و مجموعه‌های عمومی در آمریکا و اروپا.

## شناخت و تقدیر
در سال ۲۰۰۰، کاندو موضوع فیلم مستندی به نام نقاشی‌های کاندو به کارگردانی جان مک‌ناتن بود. این فیلم که روند خلق نقاشی بزرگ روغنی کاندو به نام بیگ رِد را در طول یک سال دنبال می‌کند، با حضور آلن گینزبرگ ساخته شده و همچنین صحنه‌هایی از همکاری کاندو با ویلیام اس. باروز بر روی نقاشی‌هایی که در اواسط دهه ۱۹۹۰ در خانه باروز در کانزاس خلق کردند، نشان می‌دهد.
مطالعات انتقادی گسترده‌ای دربارهٔ آثار کاندو صورت گرفته است. چندین مونوگرافی منتشر شده‌اند، از جمله تصاویر خیالی جرج کاندو (ناشر: پاورهاوس)، جورج کاندو: مجسمه‌ها نوشته توماس کلاین (ناشر: هاتیه کانز)، جورج کاندو: صد زن (ناشر: هاتیه کانز)، و در همراهی با نمایشگاهی به همین نام، جورج کاندو: وضعیت‌های ذهنی (ناشر: هیوارد پابلیشینگ).
در سال ۱۹۹۹، کاندو جایزه آکادمی را از آکادمی هنرها و نامه‌های آمریکا دریافت کرد و در سال ۲۰۰۵ جایزه فرانسیس جی. گرینبرگر را کسب نمود. او به سخنرانی در مؤسسات معتبر متعددی دعوت شده است، از جمله دانشگاه کلمبیا، دانشگاه ییل، مرکز هنر پاسادنا، موزه هنرهای معاصر سان فرانسیسکو، موزه گوگنهایم نیویورک و موزه جدید نیویورک. در سال ۲۰۰۴، کاندو یک دوره شش‌ماهه تحت عنوان نقاشی خاطره در دانشگاه هاروارد تدریس کرد. در سال ۲۰۰۸، جایزه هنرمند بین‌المللی را از مرکز هنر اندرسون رنچ در کلرادو دریافت نمود.

## بازار هنر
کاندو از سال ۱۹۸۴ با گالری اشپروت ماگرز، از سال ۱۹۹۸ با سایمون لیe، از سال ۲۰۰۵ با گالری اِسکارشتت، و از سال ۲۰۰۶ با گالری گزاویه هافکنس همکاری داشته است. در ژانویه ۲۰۲۰، او قرارداد انحصاری با گالری‌های هاوزر و ورث و اشپروت ماگرز امضا کرد.
نقاشی او به نام میدان نیرو (۲۰۱۰) رکورد فروش مزایده‌ای او را با مبلغ ۶٫۸۵ میلیون دلار در حراج کریستیز هنگ کنگ در ژوئیه ۲۰۲۰ ثبت کرد.

## زندگی شخصی
کاندو در سال ۱۹۸۹ با بازیگر آنا آچدیان ازدواج کرد. آن‌ها دو دختر به نام‌های الئونور و رافائل دارند. این زوج در سال ۲۰۱۶ طلاق گرفتند.
در آستانه انتخابات ریاست‌جمهوری ایالات متحده در سال ۲۰۲۴، کاندو یکی از ۱۶۵ هنرمند معاصر برجسته بود که آثار خود را به فروشگاه آنلاین «هنرمندان در حمایت از کامالا» اهدا کردند؛ تمامی درآمد این فروش به‌طور مستقیم به کمپین کامالا هریس اختصاص یافت.